# گوک‌خان توره
گوک‌خان توره (ترکی استانبولی: Gökhan Töre؛ زادهٔ ۲۰ ژانویهٔ ۱۹۹۲) بازیکن فوتبال اهل ترکیه است.
از باشگاه‌هایی که در آن بازی کرده‌است می‌توان به هامبورگ، روبین کازان، بشیکتاش، وستهام یونایتد و ینی ملطیه‌اسپور اشاره کرد.
وی همچنین در تیم ملی فوتبال ترکیه بازی کرده است.